# جياك مكسيكي
جياك مكسيكي (الاسم العلمي: Guaiacum mexicanum) هي نوع نباتي يتبع جنس الجياك من فصيلة القديسية.